# GARDEN (原田知世のアルバム)
『GARDEN』（ガーデン）は、原田知世の通算10作目となるオリジナル・アルバム。1992年8月21日にFOR LIFEよりリリースされた。

## 概要・制作
帯コピー：知世、新たなる10年へのファースト・ステップ
プロデューサーにムーンライダーズの鈴木慶一を迎えて制作され、このあと1994年の『カコ』、1995年の『Egg Shell』と続く鈴木慶一プロデュース3部作の第1作である。作曲は鈴木が4曲、原田自身が2曲手掛けているほか、鈴木さえ子や中西俊博らが曲を提供している。
アルバムの制作は、まず鈴木が「好きな言葉と嫌いな言葉を書いて欲しい」と原田に注文し、更に「この音は好き？この響きはどう？」といった質問に原田が答えながら進められたという。原田は本作を「音楽はこうやって出来上がっていくんだ」と勉強しながら鈴木と一緒に作っていった作品であると言い、自身の音楽活動において大きなターニングポイントになったと後述している。また、当時鈴木は本作のプロデュースと並行してムーンライダーズの作詞の多くを手掛ける多忙な日々を過ごしており、楽曲制作に充てられる時間には限界があったため、自身の友人である音楽家たちにも数曲依頼することとなった。
14枚目のシングル「Silvy」のカップリング曲「夢迷賦」は新たなアレンジによるヴァージョンで収録され、ボーナス・トラックとして7枚目のシングル「早春物語」のセルフカバーが収録されている。

### 批評
音楽情報サイトCDジャーナルのレビューでは、「デビュー10年目を迎えた彼女の庭に素敵な細工を施したのは天才庭師鈴木慶一氏。誰でも気軽に訪れることの出来るその庭の居心地の良さは格別で、素敵な昼下がりのひと時を約束してくれる。」と評されている。

## 収録曲

### CD
| #         | タイトル                  | 作詞       | 作曲       | 編曲               | 時間  |
| --------- | ------------------------- | ---------- | ---------- | ------------------ | ----- |
| 1.        | 「都会の行き先」          | 原田知世   | 原田知世   | 鈴木慶一・原田知世 | 4:20  |
| 2.        | 「さよならを言いに」      | 鈴木慶一   | 鈴木慶一   | 鈴木慶一           | 4:20  |
| 3.        | 「アパルトマン」          | 鈴木慶一   | 鈴木さえ子 | 鈴木慶一           | 5:33  |
| 4.        | 「Walking」               | 大貫妙子   | 中西俊博   | 中西俊博           | 4:28  |
| 5.        | 「NOCTURNE」              | 原田知世   | 原田知世   | 鈴木慶一・原田知世 | 4:03  |
| 6.        | 「中庭で」                | 北田かおる | 北田かおる | 棚谷祐一           | 4:22  |
| 7.        | 「リボン」                | 北田かおる | 鈴木慶一   | 鈴木慶一           | 3:08  |
| 8.        | 「夢迷賦」                | 原田知世   | 崎谷健次郎 | 崎谷健次郎         | 5:41  |
| 9.        | 「ノア」                  | 鈴木博文   | 鈴木慶一   | 鈴木慶一           | 5:12  |
| 10.       | 「夢の砦」                | 直枝政太郎 | 鈴木慶一   | 鈴木慶一           | 5:05  |
| 11.       | 「早春物語」(BONUS TRACK) | 康珍化     | 中崎英也   | 中西俊博           | 5:34  |
| 合計時間: | 合計時間:                 | 合計時間:  | 合計時間:  | 合計時間:          | 51:46 |

## 参考資料
- 原田知世『GARDEN』（ライナーノーツ）フォーライフ・レコード、1992年8月21日。FLCF-30144。
- デビュー40周年！原田知世の魅力を引き出したプロデューサー鈴木慶一の仕事 – Re:minder